# Erde-Pferd
Das Erde-Pferd (Wuwu, chinesisch 戊午, Pinyin wùwǔ) ist das 55. Jahr des chinesischen Kalenders (siehe Tabelle 天支 60-Jahre-Zyklus). Es ist ein Begriff aus dem Bereich der chinesischen Astrologie und bezeichnet diejenigen Mondjahre, die durch eine Verbindung des fünften Himmelsstammes (戊,  wù, Element Erde und Yáng) mit dem siebten Erdzweig (午,  wǔ), symbolisiert durch den Pferd (馬,  mǎ), charakterisiert sind.
Nach dem chinesischen Kalender tritt eine solche Verbindung alle 60 Jahre ein. Das letzte Erde-Pferd-Jahr begann 1978 und dauerte wegen der Abweichung des chinesischen vom gregorianischen Kalenderjahr vom 7. Februar 1978 bis 27. Januar 1979.

## Erde-Pferd-Jahr
Im chinesischen Kalenderzyklus ist das Jahr des Erde-Pferds 戊午wùwǔ das 55. Jahr (am Beginn des Jahres: Feuer-Schlange 丁巳 dīngsì 54).
| Liste der Erde-Pferd-Jahre des 60-Jahres-Zyklus (Ende des Zyklus – bei Zählung vom 1. Regierungsjahr Huángdì) (Beginn des Zyklus – bei Zählung vom 61. Regierungsjahr Huángdì)            |              |              |              |              |              |              |              |              |              |              |
| Zykl. | 0            | 1            | 2            | 3            | 4            | 5            | 6            | 7            | 8            | 9            |
| 0 | 2643 v. Chr. | 2583 v. Chr. | 2523 v. Chr. | 2463 v. Chr. | 2403 v. Chr. | 2343 v. Chr. | 2283 v. Chr. | 2223 v. Chr. | 2163 v. Chr. | 2103 v. Chr. |
| 10 | 2043 v. Chr. | 1983 v. Chr. | 1923 v. Chr. | 1863 v. Chr. | 1803 v. Chr. | 1743 v. Chr. | 1683 v. Chr. | 1623 v. Chr. | 1563 v. Chr. | 1503 v. Chr. |
| 20 | 1443 v. Chr. | 1383 v. Chr. | 1323 v. Chr. | 1263 v. Chr. | 1203 v. Chr. | 1143 v. Chr. | 1083 v. Chr. | 1023 v. Chr. | 963 v. Chr.  | 903 v. Chr.  |
| 30 | 843 v. Chr.  | 783 v. Chr.  | 723 v. Chr.  | 663 v. Chr.  | 603 v. Chr.  | 543 v. Chr.  | 483 v. Chr.  | 423 v. Chr.  | 363 v. Chr.  | 303 v. Chr.  |
| 40 | 243 v. Chr.  | 183 v. Chr.  | 123 v. Chr.  | 63 v. Chr.   | 3 v. Chr.    | 58           | 118          | 178          | 238          | 298          |
| 50 | 358          | 418          | 478          | 538          | 598          | 658          | 718          | 778          | 838          | 898          |
| 60 | 958          | 1018         | 1078         | 1138         | 1198         | 1258         | 1318         | 1378         | 1438         | 1498         |
| 70 | 1558         | 1618         | 1678         | 1738         | 1798         | 1858         | 1918         | 1978         | 2038         | 2098         |
| 80 | 2158         | 2218         | 2278         | 2338         | 2398         | 2458         | 2518         | 2578         | 2638         | 2698         |
| Hinweis: Die laufende Nr. des Zyklus ergibt sich aus der Zeilen-Nr. addiert mit der Spalten-Nr. Beispiel: Das Erde-Pferd-Jahr des 35. Zyklus (Zeile 30 + Spalte 5) entspricht 543 v. Chr. |              |              |              |              |              |              |              |              |              |              |